# Rączyna
Rączyna est un village du sud-est de la Pologne dans la voïvodie des Basses-Carpates. Il fait partie de la gmina de Kańczuga (commune urbaine-rurale) et du powiat de Przeworsk. La population du village s'élevait à 922 habitants en 2011.

## Géographie
Rączyna se situe à environ à 6,7 km de Kańczuga, 15,7 km de Przeworsk la capitale du powiat et 33,5 km de Rzeszów la capitale régionale.